# St. Goar (Ortsbezirk)
St. Goar ist einer der drei Ortsbezirke von Sankt Goar im Rhein-Hunsrück-Kreis in Rheinland-Pfalz. Er beinhaltet die Kernstadt und die Uferbereiche entlang des Rheins.

## Geographie
St. Goar liegt im Mittelrheintal, dem engen Durchbruchstal des Rheins durch das Rheinische Schiefergebirge. Das linksrheinische Tal gehört zum Hunsrück, das rechtsrheinische Tal zum Taunus. Die charakteristisch enge Talform entstand erdgeschichtlich durch Tiefenerosion des Flusses in eine sich hebende Scholle.
In St. Goar mündet der vom Hunsrück kommende Gründelbach in den Rhein.
Der Ortsbezirk besteht aus der am Rhein liegenden Kernstadt Sankt Goar, dem nördlich am Rhein gelegenen Stadtteil Fellen, dem südlich am Rhein gelegenen Stadtteil An der Loreley, sowie den Wohnplätzen Gründelbach und Burgschenke Rheinfels.

## Politik

### Ortsbeirat
St. Goar ist als Ortsbezirk ausgewiesen und wird von einem Ortsbeirat und einem Ortsvorsteher politisch vertreten.
Der Ortsbeirat besteht aus neun Ortsbeiratsmitgliedern. Bei der Kommunalwahl am 9. Juni 2024 wurden die Beiratsmitglieder in einer personalisierten Verhältniswahl gewählt. Die Sitzverteilung im gewählten Ortsbeirat:
| Wahl | SPD | CDU | FDP | Gesamt  |
| ---- | --- | --- | --- | ------- |
| 2024 | 4   | 4   | 1   | 9 Sitze |
| 2019 | 5   | 3   | 1   | 9 Sitze |
| 2014 | 3   | 5   | 1   | 9 Sitze |
| 2009 | 3   | 5   | 1   | 9 Sitze |

### Ortsvorsteher
Stefan Krick (CDU) wurde am 28. August 2024 Ortsvorsteher von St. Goar (Kernstadt). Bei der Direktwahl am 9. Juni 2024 hatte er sich mit einem Stimmenanteil von 53,0 % gegen einen Mitbewerber durchgesetzt.
Kricks Vorgänger Richard Vogel (SPD) hatte sich bei der vorangegangenen Direktwahl am 26. Mai 2019 mit 62,29 % gegen den bisherigen Amtsinhaber Michael Hubrath (CDU) durchgesetzt und kandidierte bei der Wahl 2024 nicht erneut als Ortsvorsteher.

## Verkehr
Durch St. Goar (Kernstadt) und den Ortsteil Fellen verläuft die Bundesstraße 9. Der Stadtteil verfügt über einen Bahnhof an der linken Rheinstrecke Mainz – Bingen – Koblenz. Am Rhein befinden sich die Anlegestellen verschiedener Rheinschifffahrtslinien, und es besteht eine Fährverbindung mit der anderen Rheinseite.